# Literate programming
Il Literate programming è un paradigma di programmazione introdotto da Donald Knuth in cui un programma per computer viene fornito come una spiegazione della sua logica in un linguaggio naturale, come l'inglese, intervallata da frammenti di macro e codice sorgente tradizionale, da cui può essere generato codice sorgente compilabile.
Il paradigma del literate programming, come concepito da Knuth, rappresenta un allontanamento dalla scrittura di programmi per computer nel modo e nell'ordine imposti dal computer, e consente invece ai programmatori di sviluppare programmi nell'ordine richiesto dalla logica e dal flusso dei loro pensieri. I literate programs sono scritti come un'esposizione ininterrotta della logica in un linguaggio umano ordinario, proprio come il testo di un saggio, in cui sono incluse le macro per nascondere le astrazioni e il codice sorgente tradizionale.
Gli strumenti per il literate programming (LP) vengono utilizzati per ottenere due rappresentazioni da un file sorgente literate: uno adatto per ulteriori compilazioni o esecuzioni da un computer, il codice "aggrovigliato" o "tangled" e un altro per la visualizzazione come documentazione formattata, che si dice sia "intessuta" o "woven". Mentre la prima generazione di strumenti di literate programming era specifica per un certo linguaggio di programmazione, i successivi sono indipendenti ed esistono al di sopra di questi.

## Storia e filosofia
Il literate programming fu introdotto per la prima volta da Knuth nel 1984. L'intenzione principale dietro questo approccio era di trattare un programma come letteratura comprensibile agli esseri umani. Questo approccio è stato implementato presso l'Università di Stanford come parte della ricerca sugli algoritmi e sulla tipografia digitale. Questa implementazione fu chiamata " WEB " da Knuth poiché credeva che fosse una delle poche parole inglesi di tre lettere che non erano già state applicate al computer. Tuttavia, ricorda effettivamente la natura complicata del software delicatamente assemblato da materiali semplici.

## Concetto
Il literate programming consiste nello scrivere la logica del programma in un linguaggio umano con frammenti di codice e macro inclusi (separati da un markup primitivo). Le macro in un file sorgente literate sono semplicemente frasi simili a titoli o esplicative in un linguaggio umano, che descrivono le astrazioni umane create risolvendo il problema di programmazione, e nascondendo blocchi di codice o macro di livello inferiore. Queste macro sono simili agli algoritmi in pseudocodice tipicamente utilizzati nell'insegnamento dell'informatica. Queste frasi esplicative arbitrarie diventano precisi nuovi operatori, creati al volo dal programmatore, formando un metalinguaggio in cima al linguaggio di programmazione sottostante.
Un preprocessore viene utilizzato per sostituire gerarchie arbitrarie, o piuttosto "reti" di macro "interconnesse, per produrre il codice sorgente compilabile con un comando ("tangle" o "groviglio") e la documentazione con un altro ("weave" o "trama"). Il preprocessore offre anche la possibilità di generare il contenuto delle macro e di aggiungere le macro già create in qualsiasi posizione nel testo del file sorgente del programma, eliminando così la necessità di tenere presente le restrizioni imposte dai linguaggi di programmazione tradizionali o di interrompere il flusso del pensiero.

### Vantaggi
Secondo Knuth, il literate programming fornisce programmi di qualità superiore, poiché obbliga i programmatori a dichiarare esplicitamente i pensieri alla base del programma, rendendo più ovvie le decisioni di progettazione scarsamente ponderate. Knuth afferma anche che il literate programming fornisce un sistema di documentazione di prim'ordine, che non è un componente aggiuntivo, ma è "cresciuto" naturalmente nel processo di esposizione dei propri pensieri durante la creazione di un programma. La documentazione risultante consente all'autore di riavviare i propri processi di pensiero in qualsiasi momento successivo, e consente ad altri programmatori di comprendere più facilmente la costruzione del programma. Ciò differisce dalla documentazione tradizionale, in cui a un programmatore viene presentato un codice sorgente che segue un ordine imposto dal compilatore e da cui deve decifrare il processo di pensiero dietro il programma dal codice e dai commenti associati. Le capacità metalinguistiche del literate programming si sostiene anche che facilitino il ragionamento, offrendo una "visione a volo d'uccello" del codice e aumentando il numero di concetti che la mente può conservare ed elaborare con successo. L'applicabilità del concetto alla programmazione su larga scala, quella dei programmi di livello commerciale, è dimostrata da una edizione del codice TeX come literate program.
Knuth afferma inoltre che il Literate Programming può portare ad un facile porting di un dato software su più ambienti, e cita persino l'implementazione di TeX come esempio.

### Contrasto con il classico processo di generazione della documentazione
Molto spesso si chiama erroneamente literate programming il processo di estrazione della documentazione formattata prodotta da un file comune con codice sorgente e commenti - che è propriamente chiamata generazione di documentazione - o ai commenti copiosamente inclusi nel codice. Questo è il contrario del literate programming: il codice ben documentato o la documentazione estratta dal codice segue la struttura del codice, con la documentazione incorporata nel codice; mentre nel literate programming, il codice è incorporato nella documentazione, con il codice che segue la struttura della documentazione.
Questo malinteso ha portato alcuni a sostenere che gli strumenti di estrazione dei commenti, che i sistemi Perl Plain Old Documentation o Java Javadoc, siano "strumenti per il literate programming". Tuttavia, poiché questi strumenti non implementano la "rete di concetti astratti" che si nasconde dietro il sistema di macro in linguaggio naturale, o forniscono la capacità di cambiare l'ordine del codice sorgente da una sequenza imposta dalla macchina in una comoda per la mente umana, non possono essere correttamente chiamati strumenti di literate programming nel senso inteso da Knuth.

### Critica
Nel 1986, Jon Bentley chiese a Knuth di dimostrare il concetto di literate programming scrivendo un programma in WEB. Knuth produsse un lungo listato monolitico di 8 pagine che fu pubblicato insieme a una critica di Douglas McIlroy di Bell Labs. McIlroy ha elogiato la complessità della soluzione Knuth, e la sua scelta di una struttura di dati (hash trie di Frank M. Liang), ma ha notato che una più pratica, molto più veloce da implementare, debuggare e modificare soluzione del problema richiedeva solo sei righe di script shell riutilizzando utilities Unix standard. McIlroy ha concluso dicendo:
McIlroy ha successivamente ammesso che la sua critica era ingiusta, dal momento che ha criticato il programma di Knuth su basi ingegneristiche, mentre lo scopo di Knuth era solo quello di dimostrare la tecnica del literate programming. Nel 1987, Communications of the ACM ha pubblicato un articolo di follow-up che illustrava il literate programming con un programma C che combinava l'approccio artistico di Knuth con l'approccio ingegneristico di McIlroy, con una critica di John Gilbert.

## Flusso di lavoro
L'implementazione del literate programming prevede due passaggi:
1. Tessitura o Weaving: Generazione di un documento completo a proposito del programma e sulla sua manutenzione.
2. Aggrovigliamento o Tangling: Generazione del codice macchina eseguibile

La tessitura e l'aggrovigliamento vengono eseguiti sulla stessa fonte in modo che siano coerenti tra loro.

## Esempio
Un classico esempio di literate programming è l'implementazione literate del programma standard di conteggio parole wc Unix. Knuth ha presentato una versione CWEB di questo esempio nel capitolo 12 del suo libro Literate Programming. Lo stesso esempio è stato successivamente riscritto per lo strumento di programmazione letterato noweb. Questo esempio fornisce una buona illustrazione degli elementi di base del literate programming.

### Creazione di macro
Il frammento seguente del literate program wc mostra come frasi descrittive arbitrarie in un linguaggio naturale vengono utilizzate per creare macro, che fungono da nuovi "operatori" nel linguaggio di programmazione literate e nascondono blocchi di codice o altre macro. La notazione di markup è composta da parentesi quadre (" <<...>> ") che indicano le macro, il simbolo " @ " che indica la fine della sezione di codice in un file noweb. Il simbolo " <<*>> " sta per "radice", nodo più in alto dal quale lo strumento di programmazione alfabetico inizierà a espandere la rete di macro. In realtà, scrivere il codice sorgente espanso può essere fatto da qualsiasi sezione o sottosezione (cioè un pezzo di codice designato come " <<name of the chunk>>= ", con il segno uguale), quindi un file di un literate program può contenere diversi file con codice sorgente.
```
The
 
purpose
 
of
 
wc
 
is
 
to
 
count
 
lines
,
 
words
,
 
and
/
or
 
characters
 
in
 
a
 
list
 
of
 
files
.
 
The

number
 
of
 
lines
 
in
 
a
 
file
 
is
 
........
/
more
 
explanations
/

Here
,
 
then
,
 
is
 
an
 
overview
 
of
 
the
 
file
 
wc
.
c
 
that
 
is
 
defined
 
by
 
the
 
noweb
 
program
 
wc
.
nw
:

  
<<*>>=

  
<<
Header
 
files
 
to
 
include
>>

  
<<
Definitions
>>

  
<<
Global
 
variables
>>

  
<<
Functions
>>

  
<<
The
 
main
 
program
>>

  
@

We
 
must
 
include
 
the
 
standard
 
I
/
O
 
definitions
,
 
since
 
we
 
want
 
to
 
send
 
formatted
 
output

to
 
stdout
 
and
 
stderr
.

  
<<
Header
 
files
 
to
 
include
>>=

  
#include
 
<stdio.h>

  
@

```

Il dipanarsi dei blocchi può essere eseguito in qualsiasi posizione nel file di testo del programma letterato, non necessariamente nell'ordine in cui sono sequenziati nel blocco racchiudente, ma come richiesto dalla logica riflessa nel testo esplicativo che avvolge l'intero programma.

### Programma come Web: le macro non sono solo nomi di sezioni
Le macro non corrispondono ai "nomi di sezione" nella documentazione standard. Le macro nel literate programming possono nascondere dietro di sé qualsiasi blocco di codice ed essere utilizzate all'interno di qualsiasi operatore di linguaggio macchina di basso livello, spesso all'interno di operatori logici come " if ", " while " o " case ". Ciò è illustrato dal seguente frammento del literate program wc.
```
The
 
present
 
chunk
,
 
which
 
does
 
the
 
counting
,
 
was
 
actually
 
one
 
of

the
 
simplest
 
to
 
write
.
 
We
 
look
 
at
 
each
 
character
 
and
 
change
 
state
 
if
 
it
 
begins
 
or
 
ends

a
 
word
.

  
<<
Scan
 
file
>>=

  
while
 
(
1
)
 
{

   
<<
Fill
 
buffer
 
if
 
it
 
is
 
empty
;
 
break
 
at
 
end
 
of
 
file
>>

   
c
 
=
 
*
ptr
++
;

   
if
 
(
c
 
>
 
' '
 
&&
 
c
 
<
 
0177
)
 
{

    
/* visible ASCII codes */

    
if
 
(
!
in_word
)
 
{

     
word_count
++
;

     
in_word
 
=
 
1
;

    
}

    
continue
;

   
}

   
if
 
(
c
 
==
 
'\n'
)
 
line_count
++
;

   
else
 
if
 
(
c
 
!=
 
' '
 
&&
 
c
 
!=
 
'\t'
)
 
continue
;

   
in_word
 
=
 
0
;

    
/* c is newline, space, or tab */

  
}

  
@

```

In effetti, le macro possono rappresentare qualsiasi frammento arbitrario di codice o altre macro e sono quindi più generali di una frammentazione top-down o bottom-up o di una sorta di sottosezionamento. Knuth dice che quando ha realizzato questo, ha iniziato a pensare a un programma come a una rete di varie parti.

### Ordine della logica umana, non quello del compilatore
In un literate program noweb oltre all'ordine libero della loro esposizione, i blocchi dietro le macro, una volta introdotti con " <<...>>= ", possono essere sviluppati successivamente in qualsiasi posto nel file semplicemente scrivendo " <<name of the chunk>>= "e aggiungendo più contenuto ad esso, come illustra il seguente frammento (" più" viene aggiunto dal formatter del documento per la leggibilità e non è nel codice).
```
 The grand totals must be initialized to zero at the beginning of the program.
If we made these variables local to main, we would have to do this initialization
explicitly; however, C globals are automatically zeroed. (Or rather,``statically
zeroed.'' (Get it?)

  <<Global variables>>+=
  long tot_word_count, tot_line_count,
     tot_char_count;
   /* total number of words, lines, chars */
  @

```

### Registrazione del processo di ragionamento
La documentazione per un literate program viene prodotta come parte della stesura del programma. Invece dei commenti forniti come note a margine del codice sorgente, un literate program contiene la spiegazione dei concetti su ciascun livello, con concetti di livello inferiore rinviati al loro posto appropriato, cosa che consente una migliore comunicazione del pensiero. I frammenti di wc sopra mostrano come si intrecciano la spiegazione del programma e del suo codice sorgente. Tale esposizione di idee crea un flusso del pensiero, come un'opera letteraria. Knuth ha scritto un "romanzo" che spiega il codice del gioco di narrativa interattiva Colossal Cave Adventure.

## Strumenti
Il primo ambiente di literate programming pubblicato fu WEB, introdotto da Knuth nel 1981 per il suo sistema di composizione tipografica TeX; utilizza Pascal come linguaggio di programmazione sottostante e TeX per la composizione della documentazione. Il codice sorgente TeX commentato completo è stato pubblicato in TeX: The Program di Knuth, volume B dell'opera in 5 volumi Computers and Typesetting. Knuth aveva usato privatamente un sistema di literate programming chiamato DOC già dal 1979. Si ispirava alle idee di Pierre-Arnoul de Marneffe. Il CWEB gratuito, scritto da Knuth e Silvio Levy, è WEB adattato per C e C++, funziona sulla maggior parte dei sistemi operativi e può produrre documentazione TeX e PDF.
Esistono varie altre implementazioni del concetto di programmazione letterata (alcune non hanno macro e quindi violano il principio dell'ordine della logica umana come punto prioritario):
- Axiom, che si è evoluto da scratchpad, un sistema di calcolo algebrico per computer sviluppato da IBM. Ora è sviluppato da Tim Daly, uno degli sviluppatori di scratchpad, Axiom è totalmente scritto come literate program.
- noweb è indipendente dal linguaggio di programmazione del codice sorgente. È noto per la sua semplicità, data la necessità di utilizzare solo due convenzioni di markup del testo e due invocazioni di strumenti e consente la formattazione del testo in HTML anziché passare attraverso il sistema TeX.
- Literate è un "moderno sistema di literate programming". Come noweb, funziona con qualsiasi linguaggio di programmazione, ma produce HTML con evidenziazione della sintassi e cerca di conservare tutti i vantaggi di CWEB, incluso l'output formattato come CWEB. Altri notevoli vantaggi rispetto agli strumenti precedenti includono l'essere basato su Markdown e la generazione di codice "aggrovigliato" ben formattato.[18]
- FunnelWeb è un altro strumento LP in grado di produrre output HTML. Ha un markup più complicato (con "@" che sfugge a qualsiasi comando FunnelWeb), ma ha molte opzioni flessibili. Come noweb, è indipendente dal linguaggio di programmazione del codice sorgente.[19]
- Nuweb può tradurre una singola fonte LP in un numero qualsiasi di file di codice in qualsiasi combinazione di linguaggi insieme alla documentazione in LaTeX. Lo fa in una sola invocazione; non ha comandi di trama e groviglio separati. Non ha l'estensibilità di noweb, ma può usare il pacchetto listings di LaTeX per fornire una stampa ben formattata ed il pacchetto hyperref per fornire collegamenti ipertestuali nell'output PDF. Dispone inoltre di ampie funzionalità di indicizzazione e riferimenti incrociati, inclusi riferimenti incrociati dal codice generato alla documentazione, sia come commenti generati automaticamente sia come stringhe che il codice può utilizzare per segnalare/fare rapporto del proprio comportamento. Vimes è un type-checker per la notazione Z che mostra l'uso di nuweb in un'applicazione pratica. Circa 15.000 righe di sorgenti nuweb sono tradotte in quasi 15.000 righe di codice C / C ++ e oltre 460 pagine di documentazione.[20]
- pyWeb è uno strumento di literate programming che ha la sintassi per le macro simili a CWEB, ma utilizza ReStructuredText invece di TeX per il markup e rispetta l'indentazione, cosa che lo rende utilizzabile per linguaggi come Python, sebbene sia possibile utilizzarlo per qualsiasi linguaggio di programmazione.
- Molly è uno strumento LP scritto in Perl, che mira a modernizzare e ridimensionare il literate programming per mezzo di "HTML pieghevole (folding)" e "viste virtuali" sul codice. Utilizza il markup "noweb" per i file di origine literate.[21]
- Codnar è uno strumento di literate programming inverso disponibile come Ruby Gem. Invece di estrarre il codice sorgente leggibile dal compilatore dalle fonti di documentazione, la documentazione literate viene estratta dai normali file di codice sorgente leggibili dalla macchina. Questo consente a questi file di codice sorgente di essere modificati e mantenuti come al solito. L'approccio è simile a quello utilizzato dai più diffusi strumenti di documentazione API, come JavaDoc. Tali strumenti, tuttavia, generano documentazione di riferimento API, mentre Codnar genera una narrazione lineare che descrive il codice, simile a quella creata dai classici strumenti LP. Codnar può coesistere con gli strumenti di documentazione API, consentendo sia un manuale di riferimento che una narrazione lineare generabili dallo stesso set di file di codice sorgente.[22]
- L'editor di testo Leo è un outlining editor che supporta opzionalmente i markup noweb e CWEB L'autore di Leo mescola due approcci diversi: in primo luogo, Leo è un outlining editor, cosa che aiuta nella gestione di testi di grandi dimensioni; in secondo luogo, Leo incorpora alcune delle idee del literate programming, che nella sua forma pura (cioè il modo in cui viene utilizzato dallo strumento Web di Knuth o strumenti come "noweb") è possibile solo con un certo grado di inventiva e l'uso dell'editor in un modo non esattamente previsto dal suo autore (in nodi @root modificati). Tuttavia, questa e altre estensioni (nodi @file) rendono la programmazione della struttura e la gestione del testo efficaci e facilmente gestibili ed in qualche modo simili al literate programming.[23]
- Il linguaggio di programmazione Haskell ha il supporto nativo per un semi-literate programming. Il compilatore/interprete supporta due estensioni di file: .hs e .lhs ; quest'ultimo sta per literate Haskell.

I literate script possono essere testo sorgente LaTeX completo, e allo stesso tempo possono essere compilati, senza modifiche, perché l'interprete compila il testo solo in un ambiente di codice, ad esempio
% here text describing the function:
\begin{code}
fact 0 = 1
fact (n+1) = (n+1) * fact n
\end{code}
here more text

Il codice può anche essere marcato nello stile Richard Bird, iniziando ogni riga con un simbolo maggiore di e uno spazio, precedendo e terminando il pezzo di codice con linee vuote.
- Il pacchetto di listings LaTeX fornisce un ambiente lstlisting che può essere utilizzato per abbellire il codice sorgente. Può essere utilizzato per definire un ambiente code da utilizzare all'interno di Haskell per stampare i simboli in modo simile a:

\newenvironment{code}{\lstlistings[language=Haskell]}{\endlstlistings}

\begin{code}
comp :: (beta -> gamma) -> (alpha -> beta) -> (alpha -> gamma)
(g `comp` f) x = g(f x)
\end{code}

può essere configurato per ottenere qualcosa simile a questo:
{\displaystyle {\begin{aligned}&comp::(\beta \to \gamma )\to (\alpha \to \beta )\to (\alpha \to \gamma )\\&(g\operatorname {comp} f)x=g(fx)\end{aligned}}}
Sebbene il pacchetto non fornisca i mezzi per organizzare blocchi di codice, è possibile dividere il codice sorgente LaTeX in diversi file. Vedere il manuale di listings per una panoramica.
- Il sistema di programmazione letterata Web 68 utilizzava Algol 68 come linguaggio di programmazione sottostante, sebbene non ci fosse nulla nel pre-processore "tang" che forzasse ad utilizzare quel linguaggio.[24]
- Emacs org-mode per il literate programming tramite Babel,[25] che consente di incorporare blocchi di codice sorgente da più linguaggi di programmazione[26] in un unico documento di testo. I blocchi di codice possono condividere dati tra loro, visualizzare immagini in linea o essere parsati in puro codice sorgente utilizzando la sintassi di riferimento noweb.[27]
- CoffeeScript supporta una modalità "literate", che consente di compilare programmi da un documento di origine scritto in Markdown con blocchi di codice indentati.[28]
- I notebook Wolfram sono un metodo di programmazione literate indipendente dalla piattaforma che combina testo e grafica con codice live.[29][30]
- Swift (linguaggio di programmazione), creato da Apple Inc., può essere modificato in Playgrounds che fornisce un ambiente di programmazione interattivo che valuta ogni istruzione e visualizza i risultati in tempo reale durante la modifica del codice. I playgrounds consentono inoltre all'utente di aggiungere del linguaggio Markup insieme al codice che fornisce intestazioni, formattazione in linea ed immagini.[31]
- Jupyter Notebook, precedentemente IPython Notebook, funziona nel formato dei notebooks, che combina intestazioni, testo (incluso LaTeX), grafici, ecc. con il codice scritto.
- Julia (linguaggio di programmazione) supporta la modalità di sviluppo iJulia che è stata ispirata da iPython.
- Agda (linguaggio di programmazione) supporta una forma limitata di literate programming pronta all'uso.[32]
- I programmi nel linguaggio di programmazione Eve sono principalmente in prosa.[33] Eve combina varianti di Datalog e Markdown con un ambiente di sviluppo grafico live.
- Simile ai quaderni Jupyter, i quaderni R sono un metodo di literate programming che consente l'interazione diretta con R (anche il supporto per Python, SQL e Bash sono esplicitamente menzionati) generando un documento riproducibile con output di qualità da pubblicazione.
- Il meccanismo di personalizzazione della Text Encoding Initiative che consente il vincolo, la modifica o l'estensione dello schema TEI consente agli utenti di mescolare la documentazione in prosa con frammenti delle specifiche dello schema nel loro formato One Document Does-it-all. Da questa documentazione in prosa, è possibile generare schemi e processi di elaborazione del modello e il paradigma del literate programming di Knuth viene citato come fonte d'ispirazione per questo metodologia di lavoro.[34]